# Synale elana elana
Synale elana elana é uma borboleta da família das Hesperiidae, considerada bastante rara e ameaçada de extinção, devendo seus habitats ser protegidos; seus registros de ocorrência se deram no Brasil (estados de Goiás, Mato Grosso e Paraná) e ainda no Paraguai e Bolívia.
Foi nomeada originalmente por Carl Plötz, em 1882, no Brasil.
É considerada uma borboleta típica de campos de cerrado.